# Pie-grièche écorcheur
Lanius collurio
Espèce
Statut de conservation UICN

 LC  : Préoccupation mineure

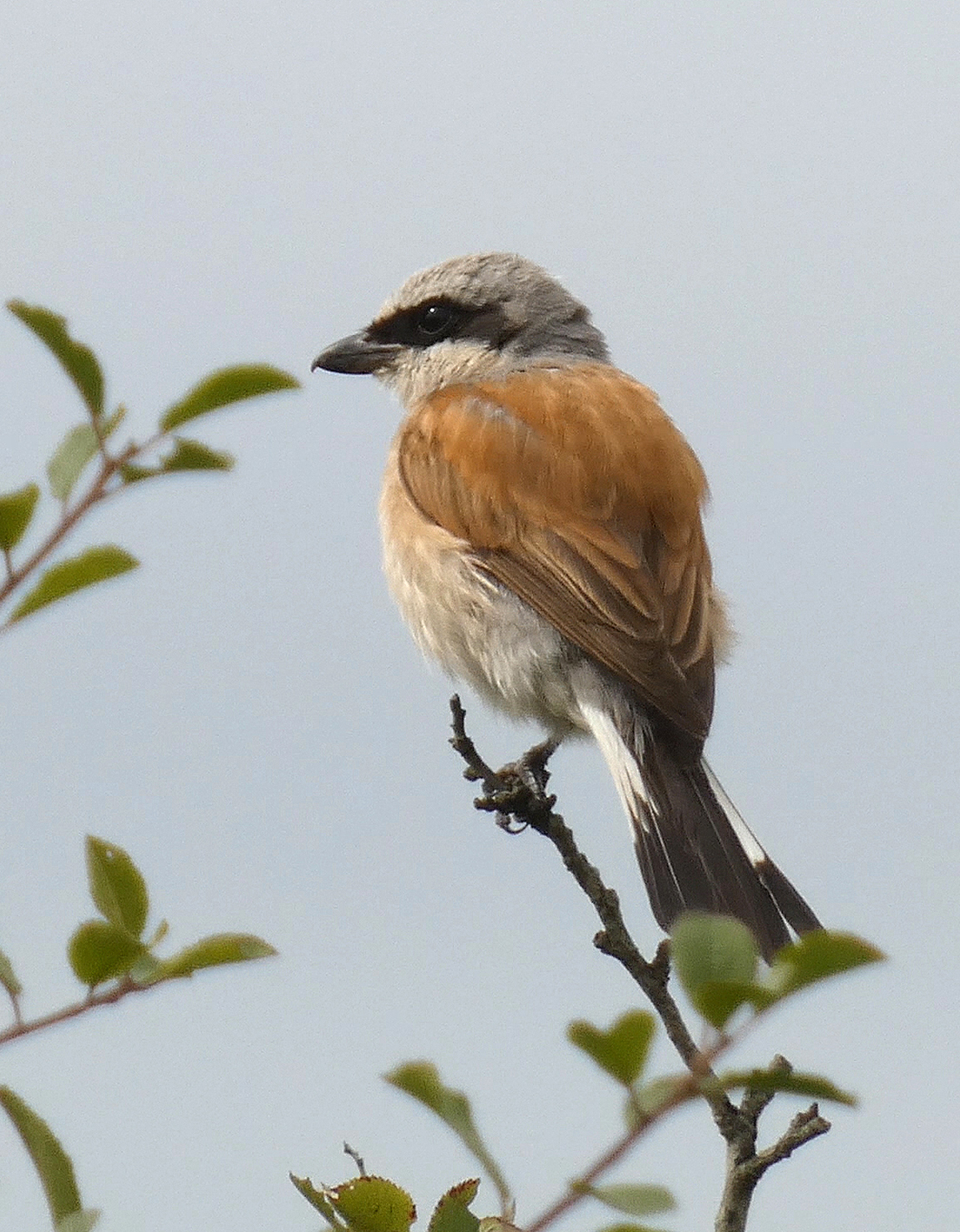
Mâle au printemps. Marais de la Loire.

La pie-grièche écorcheur (Lanius collurio) est une espèce de passereaux de la famille des Laniidae.

## Historique et dénomination
L'espèce Lanius collurio a été décrite par le naturaliste suédois Carl von Linné en 1758.

### Nom vernaculaire
- Pie-grièche écorcheur
- Darnagas ou Tarnagas dans les régions de langue occitane[2].

### Origine du nom
L'espèce tient son nom « écorcheur » de sa technique de stockage de ses proies. Elle constitue des lardoirs en empalant ses proies sur les épines des buissons, sur des brindilles ou des objets fins et pointus y compris fabriqués par l'homme, pour se faire apparemment des réserves de nourriture. Cette technique qui s'applique aux proies les plus grosses (grands insectes, petits lézards, petits mammifères) est en fait probablement induite par la difficulté d'ingestion de ces proies[réf. nécessaire].

## Taxonomie
Liste des sous-espèces
Cet oiseau est représenté par quatre sous-espèces :
- Lanius collurio collurio ;
- Lanius collurio juxtus ;
- Lanius collurio kobylini ;
- Lanius collurio pallidifrons.

## Description
Mâle et femelle mesurent 16 à 18 cm de longueur pour un poids de 25 à 40 grammes. 
La pie-grièche écorcheur possède un bec légèrement crochu. 
Le mâle adulte a la tête et le croupion gris cendré, un large bandeau oculaire noir aussi appelé masque, un dos marron tendant vers le roux, des ailes marron tendant vers le brun, une queue noire bordée de blanc à la base, un menton blanc et une poitrine rosée. La femelle adulte est beaucoup plus terne, avec un dessus brun-gris, parfois roussâtre. Elle a un dessous blanc cassé crème écailleux,la calotte brune ou gris brunâtre, la nuque plus grise que chez le mâle, le manteau brun plus terne, elle possède également large trait sourcilier brun, ainsi qu'une queue brun foncé à étroits bords blancs.
Les juvéniles ressemblent à la femelle mais la calotte est plus rousse et écailleuse, et la queue est brune.

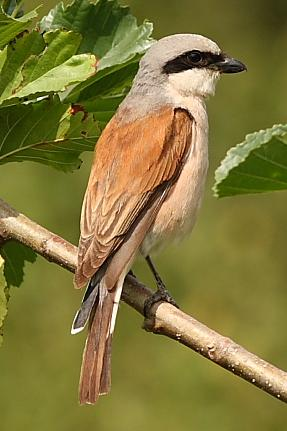
Mâle adulte
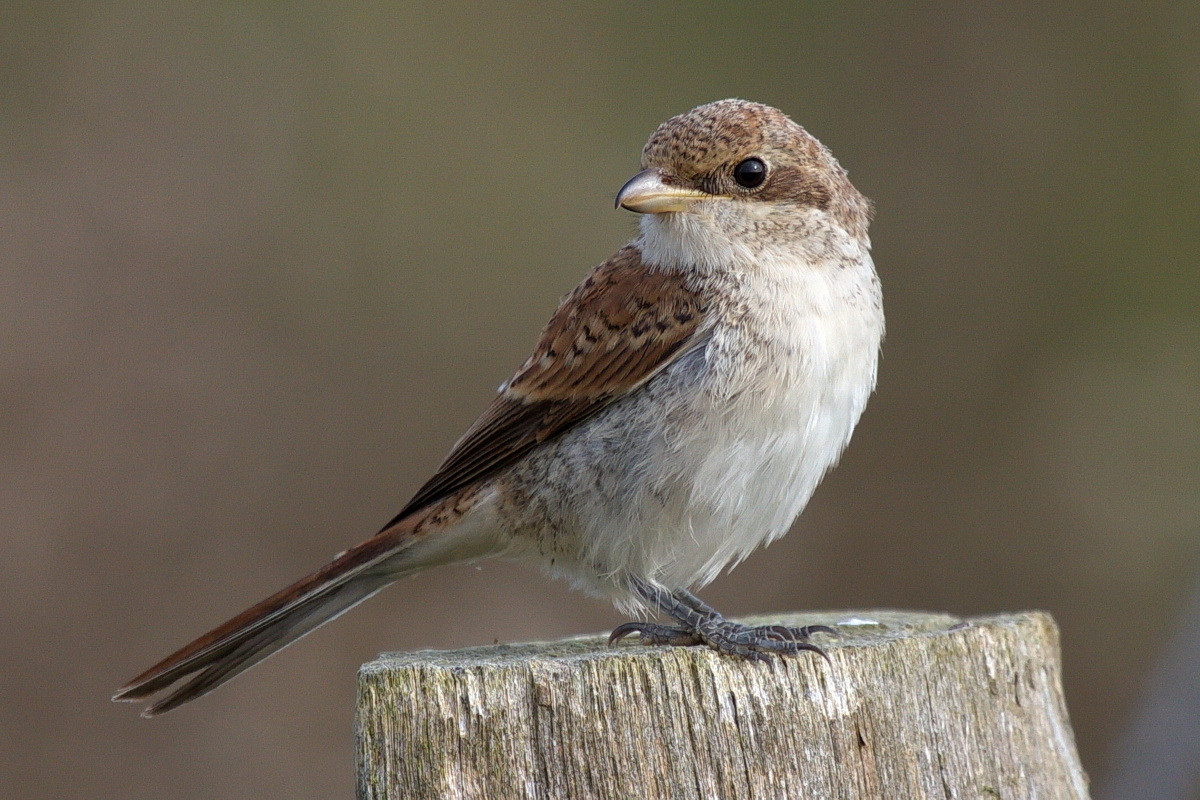
Femelle adulte
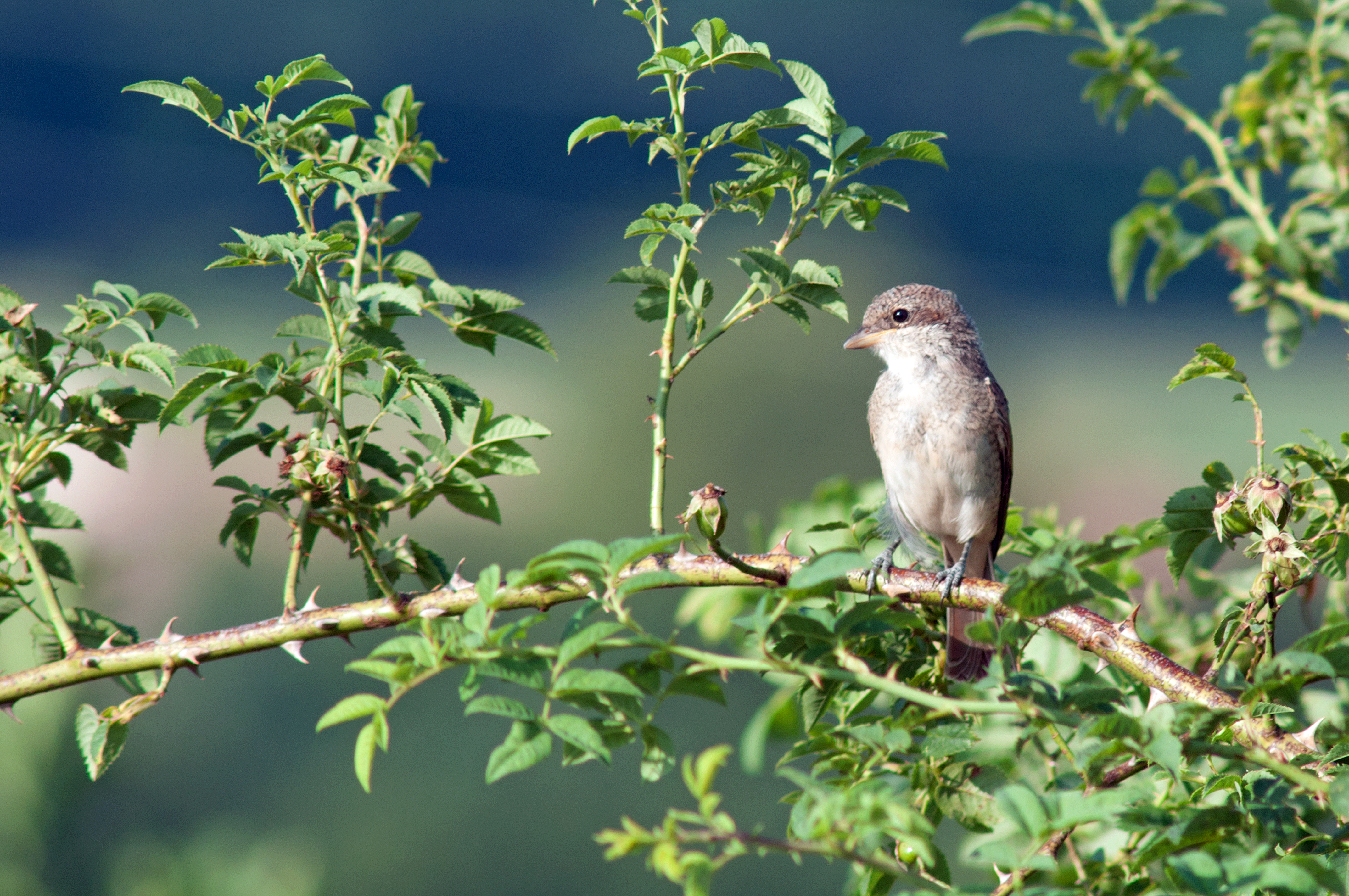
Juvénile
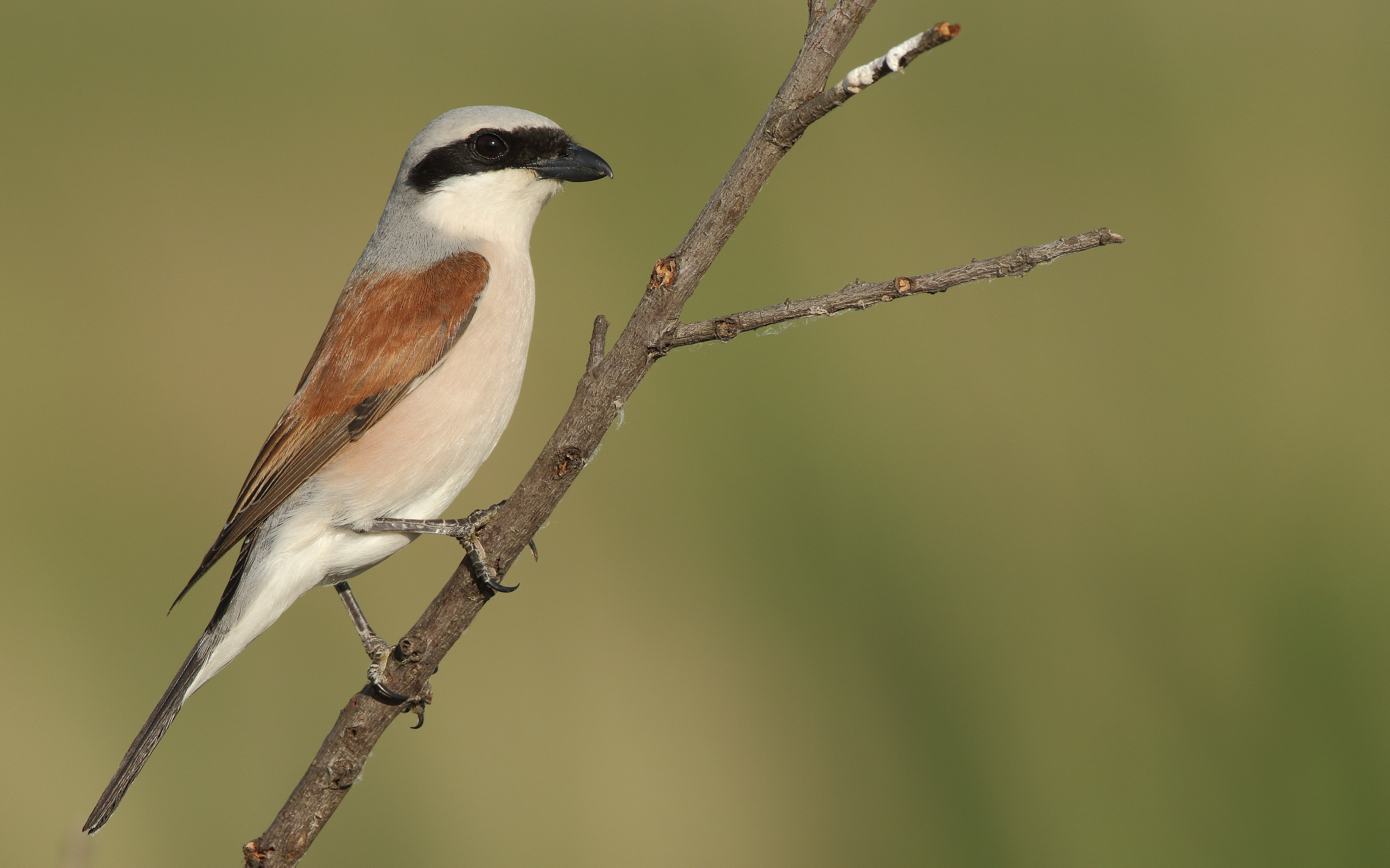
Un pie-grièche auprès d'un lac vers Kerkini-Beles, Grèce.
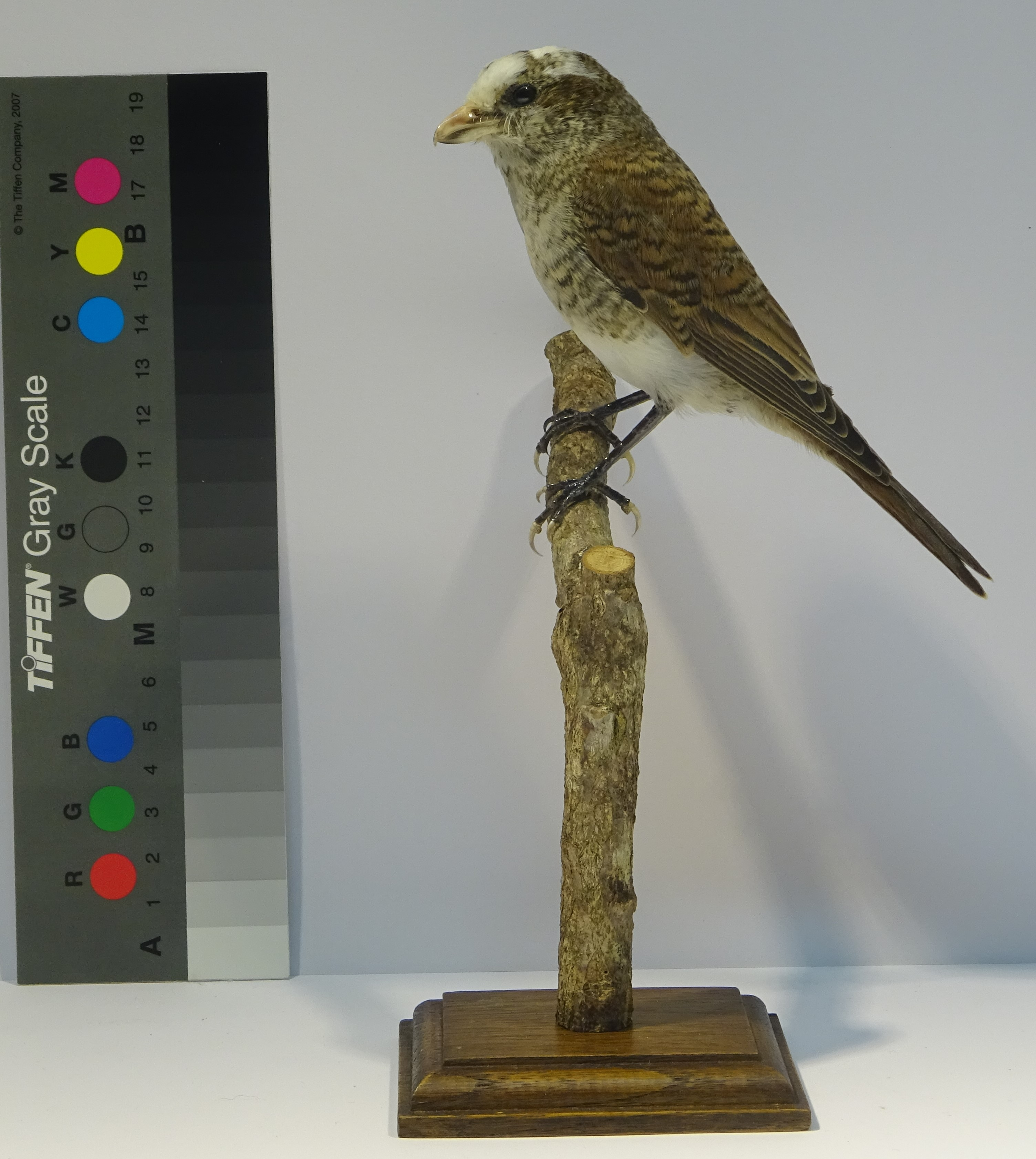
Pie-grièche écorcheur leucique, Linné, 1758, entre Cornusse et Ourouer-les-Bourdelins, juillet 1996. Spécimen 2021.22.1, collection du muséum d'histoire naturelle de Bourges.

## Répartition

La pie-grièche écorcheur est répandue dans le paléarctique occidental. « Son aire d’hivernage commence dans le sud du Kenya et s’étend pratiquement sur tout le sud et le sud-est de l’Afrique ».
En France, l'espèce est présente presque partout mais « est rare au nord d’une ligne Nantes/Charleville-Mézière ». « La limite Nord de l’aire de répartition nationale de l’espèce tend en réalité à coïncider avec l’isotherme de 19 °C de juillet en France ». Elle évite également la zone strictement méditerranéenne, préférant des climats tempérés.
La Pie-grièche écorcheur se reproduit en France essentiellement jusqu’à 1 500 m même si un cas a été noté à 2 160 m d'altitude, dans les Alpes.

## Habitat
L'habitat de la pie-grièche écorcheur se caractérise par des secteurs ensoleillés dans des milieux intermédiaires, semi-ouverts tels les campagnes cultivées (prairies de fauche, pâtures, talus enherbés, maillage bocager…) parfois parsemés de haies, mais toujours plus ou moins ponctuées de zones de buissons bas épineux, cette espèce nichant de préférence dans ces buissons. Elle occupe notamment le prunelier, l'aubépine et la ronce. Cet habitat semi-ouvert lui permet de repérer plus facilement ses proies par le biais de perchoirs. Cette espèce évite complètement « les forêts fermées et les milieux totalement ouverts dépourvus de végétation ligneuse ». 
Selon Paul Géroudet, le paysage que recherche la pie-grièche écorcheur doit comporter des couverts feuillus, denses jusqu’au sol et de préférence épineux ; des espaces dégagés en général pourvus d’une strate herbacée riche en insectes ; si possible quelques surfaces dénudées. 
Une étude menée en Italie et publiée en octobre 2009 rend compte des éléments optimaux pour la pie-grièche écorcheur. Il en ressort qu’un paysage favorable à la Pie-grièche écorcheur est caractérisé par une surface importante de prairies et de pâtures, un linéaire important de haies et une part faible de zones urbanisées, de zones cultivées et de plans d’eau. 
Selon un article publié en mars 2012 qui rend compte de l'étude de cette espèce d'oiseau en Italie centrale, dans les zones cultivées avec des haies, les nids se trouvent majoritairement dans des pruneliers tandis que dans les prairies de moyenne montagne, les nids se trouvent majoritairement dans des genévriers. Dans ces deux cas, les nids se trouvent surtout dans les arbustes épineux les plus abondants.
« Les moyennes montagnes, moins exposées à la régression de la polyculture et de l’élevage au profit de l’agriculture intensive, constituent aujourd’hui des « zones refuges » pour la Pie-grièche écorcheur. »

## Domaine vital
La pie-grièche écorcheur occupe un domaine vital variant généralement de 1 à 3,5 hectares même si selon l'ornithologue suisse Paul Géroudet, « un couple peut occuper une surface de seulement 0,5 ha ». Selon lui, le domaine vital varie selon les années, les secteurs et même au cours d'une année.
Cet oiseau « est insociable et les conflits entre mâles sont fréquents dans les secteurs de forte densité mais cette agressivité est très variable au cours d’une saison de reproduction. ». Cependant, Paul Géroudet observe que la distance entre deux nids peut parfois être que de 50m.

## Régime alimentaire
La pie-grièche écorcheur chasse à l'affût à partir de perchoirs. Elle effectue parfois un vol stationnaire pour repérer et capturer ses proies. Son alimentation est constituée principalement d'insectes (93%), mais elle capture aussi des micromammifères (3%)(campagnols, musaraignes), de jeunes passereaux (1%) et d'autres animaux (des grenouilles, des lézards …(3%)). Si les petits vertébrés constituent souvent autour de 5% de ses captures, ils représentent 25 à 50% de la biomasse ingérée. Selon la LPO (Ligue pour la protection des oiseaux), « vers la fin de l’été des baies telles que celles des arbustes du genre Prunus peuvent également être consommées ».
La pie-grièche écorcheur chasse à l'affût à partir de perchoirs situés le plus souvent entre 1 et 3 mètres au-dessus du sol (poteaux, fils, branches mortes, piquets de clôture). Dans leur très grande majorité, les proies sont capturées au sol ou dans la basse végétation. Toutefois, par beau temps, l'espèce peut poursuivre des insectes en vol.
Elle empale régulièrement ses proies, d'où le nom d'«écorcheur» (autrefois appelée 'oiseau boucher'). Il semble toutefois que cette pratique soit essentiellement le fait d'oiseaux vivant en milieu tempéré car ce comportement vise à constituer des stocks de nourriture censés pondérer l'abondance des proies et donc des captures en fonction des conditions météorologiques.

## Reproduction

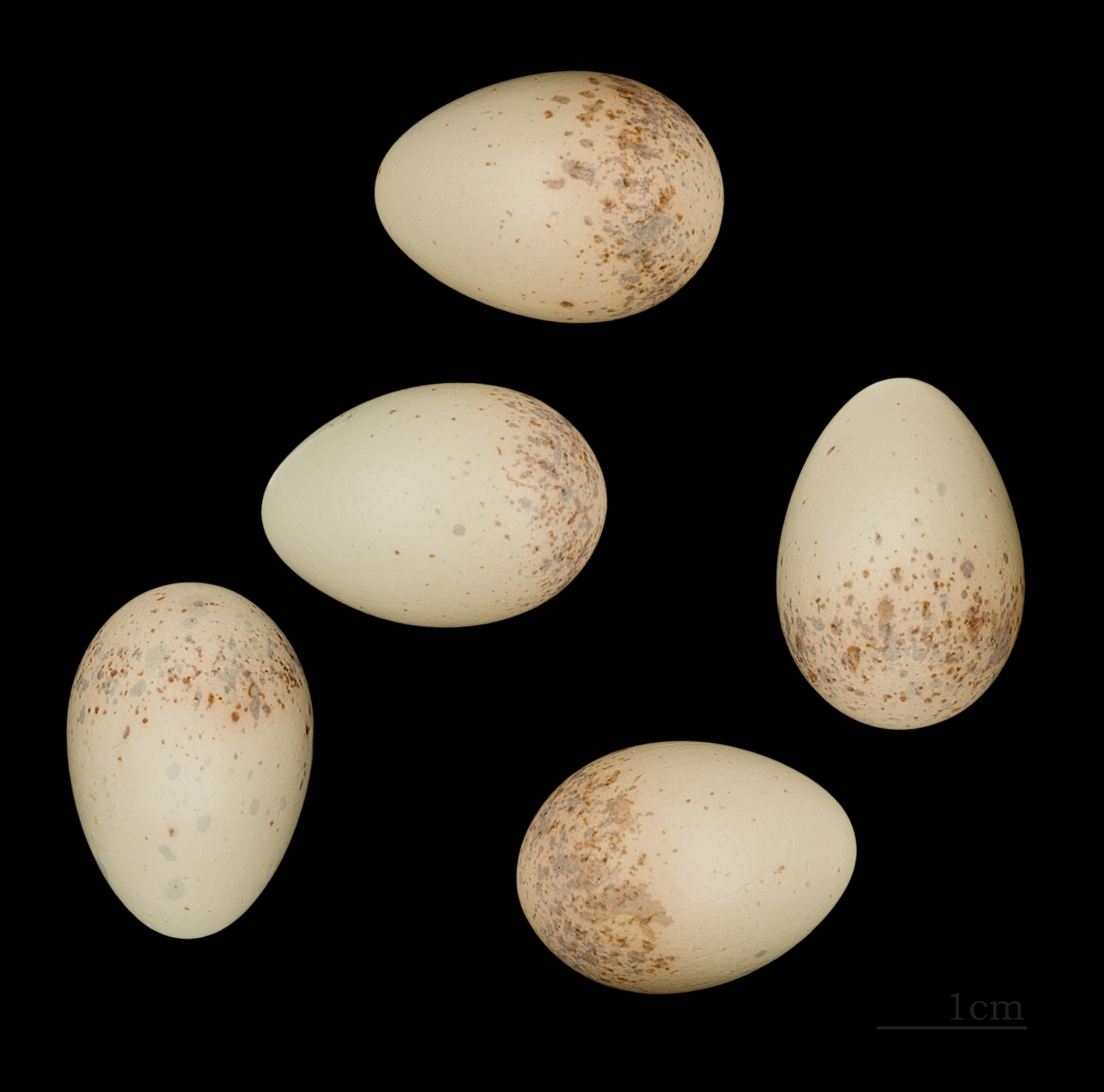
Œufs de Pie-grièche écorcheur - Muséum de Toulouse

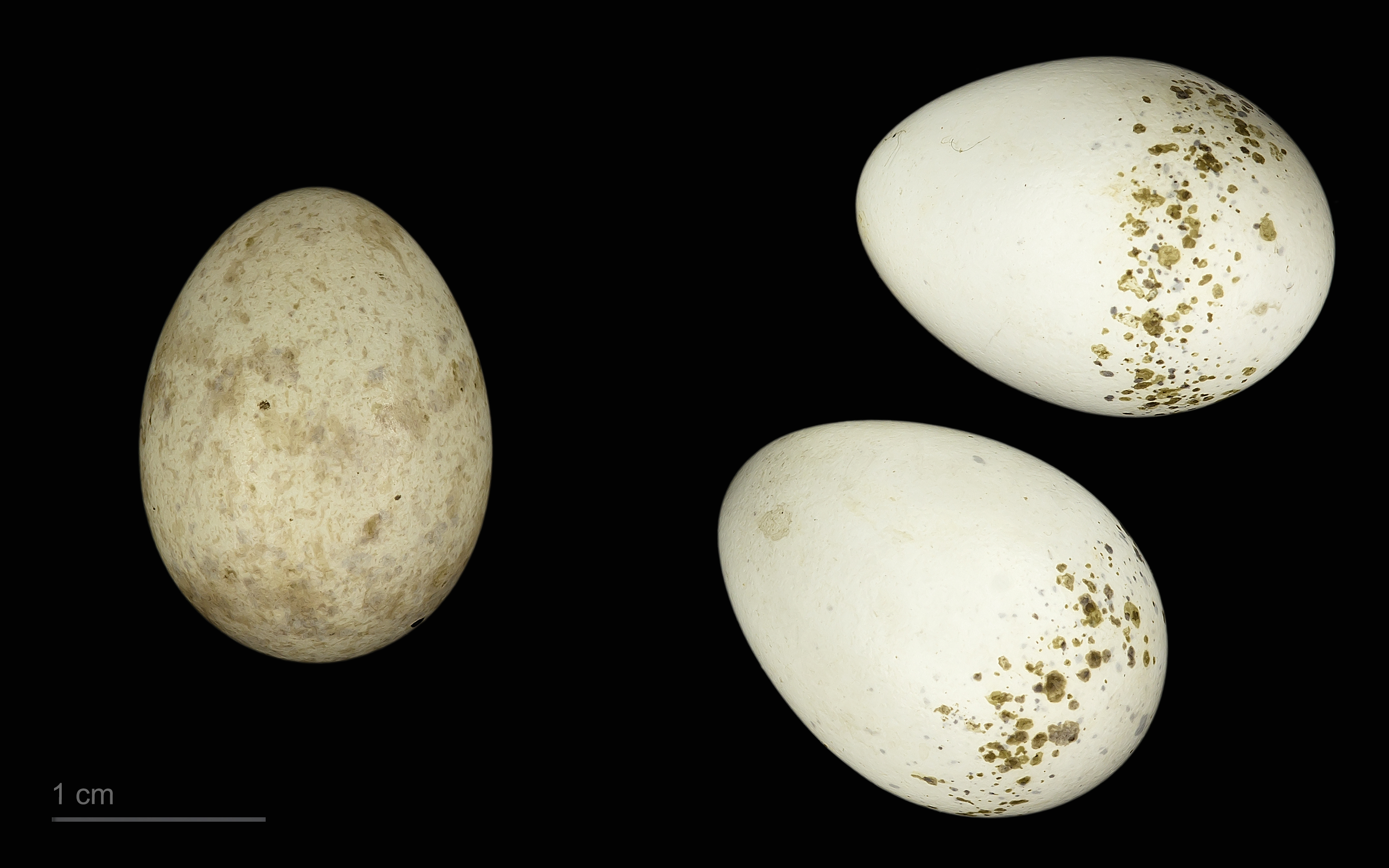
Œuf de Cuculus canorus canorus dans une couvée de Lanius collurio - Muséum de Toulouse

Le nid est généralement construit dans un buisson épineux entre 0,4 et 1,8 m de hauteur. Le mâle se charge de trouver un endroit propice où mettre le nid, puis le couple s’occupe de sa construction. Le nid est fait de tiges, de mousses, de brindilles tandis que l’intérieur est composé d’éléments plus fins et doux. La reproduction débute fin avril ou début mai jusqu'en août ou début septembre, tandis que les pontes commencent à partir de la première décade de mai. La femelle pond 4 à 6 œufs et l’incubation, assurée uniquement par la femelle dure 14 ou 15 jours. Après l’éclosion les petits sont nourris pendant 14 à 16 jours par les deux parents même si « le mâle est ensuite le plus actif dans le nourrissage de la nichée ». « Les couvées de remplacement, après destruction ou abandon, sont fréquentes et la saison de ponte peut s’étirer jusqu’au début de juillet ». Ensuite les jeunes, émancipés, migreront vers l’Afrique. Les juvéniles ressemblent à la femelle mais la calotte est plus rousse et écailleuse, et la queue est brune.
Selon l'article publié en mars 2012 qui étudie cette espèce en Italie centrale, il y aurait en moyenne 3,38 jeunes à l'envol par couple reproducteur dans les zones cultivées avec des haies contre 3,75 dans les prairies de moyenne montagne.
L’outil génétique a permis de révéler que certains mâles peuvent aller s’accoupler avec des femelles situées sur des territoires proches de celui de leur couple.

## Dispersion des juvéniles
Les jeunes restent au nid 11 à 18 jours après leur éclosion. À ce moment-là, ils ne savent pas encore voler et « sautillent de branches en branches ou restent cachés dans les fourrés », ce qui limite les déplacements de la famille. Les juvéniles restent dépendant de leurs parents pendant environ 2 semaines après leur départ du nid puis s'émancipent progressivement. Selon Paul Géroudet, même si les juvéniles parviennent à s'alimenter seuls, ils reçoivent encore parfois de la nourriture de la part de leurs parents jusqu'à l'âge d'un mois et demi. Cela n'empêche pas que des individus déjà observés semblent être totalement indépendants à 37 jours. Les jeunes partent en migration après les adultes, dès la deuxième semaine d'août.

## Déplacement
Son vol est onduleux selon Paul Géroudet et elle pratique très peu le vol sur place. Parfois, elle se déplace au sol en sautillant.

## Migration
La pie-grièche écorcheur est une grande migratrice nocturne qui effectue en moyenne 200km par jour en migration même si un spécimen bagué au Nord de l'Allemagne a déjà été retrouvé 700km plus loin le lendemain.
Elle quitte l'Afrique entre mi-mars et mi-avril. Elle arrive en France de fin avril à début mai, les mâles arrivant d'abord, tandis que la migration postnuptiale atteint son pic entre mi-juillet et mi-août. « En France, les observations se raréfient progressivement en septembre, pour devenir exceptionnelles en octobre ».

## État des populations
Dans certaines régions d’Europe occidentale, les populations de Pie-grièche écorcheur, après avoir fortement régressé au cours du troisième quart du XXe siècle, se sont restaurées dans les dernières décennies. Les variations du climat auraient joué un rôle crucial dans cette remarquable évolution.
En France, il y aurait 100 000 à 200 000 couples. La population semble stable sur la période 1989-2017 selon le rapportage national de la Directive Oiseaux (2018).
La population européenne, quant à elle, est estimée entre 6,3 et 13 millions de couples en 2012 et selon Birdlife International, en 2021, il y aurait entre 8,21 et 13 millions de couples en Europe.

## Impacts du climat sur l'espèce
« Des pluies persistantes et/ou des températures très basses au moins de juin peuvent avoir un impact catastrophique, notamment en réduisant l’accessibilité à la nourriture ».
D'après une modélisation de l’influence du climat sur la dynamique de la population de la Pie-grièche écorcheur ( Lanius collurio) dans le sud-est de la Belgique : « Les printemps et les étés froids et humides semblent avoir un effet négatif majeur sur ses fluctuations d’effectifs. Ces résultats suggèrent que le développement des populations de Pie-grièche écorcheur puisse bénéficier du réchauffement climatique global, grâce à un meilleur succès des nichées, mais à condition que son habitat soit conservé -en qualité et en superficie -et que ce réchauffement ne s’accompagne pas d’une pluviosité trop élevée durant une période critique de son cycle de reproduction. »

## Espèce bioindicatrice
La pie-grièche écorcheur est une espèce bioindicatrice (bioindicateur). « Sa présence indique des agro-systèmes riches en haies et buissons et au parcellaire de taille modeste ». Plus généralement, sa présence indique un milieu rural riche et diversifié, avec des haies, des herbages et une entomofaune abondante. Le nombre et la biomasse de coléoptères, d'hyménoptères et d'orthoptères ont une grande influence sur la présence de la pie-grièche écorcheur. Ainsi, la présence de cette dernière indique, plus précisément, une biomasse importante de ces invertébrés.
Sa disparition d'un site est souvent un signe d'appauvrissement de l'ensemble de l'écosystème. L'espèce constitue ainsi une sentinelle de la qualité des milieux ruraux.

## Protection
La Pie-grièche écorcheur bénéficie d'une protection totale sur le territoire français depuis l'arrêté ministériel du 29 octobre 2009 fixant la liste des oiseaux protégés sur l'ensemble du territoire et les modalités de leur protection. Il est donc interdit de la détruire, la mutiler, la capturer ou l'enlever, de la perturber intentionnellement ou de la naturaliser, ainsi que de détruire ou enlever les œufs et les nids, et de détruire, altérer ou dégrader son milieu. Qu'elle soit vivante ou morte, il est aussi interdit de la transporter, colporter, de l'utiliser, de la détenir, de la vendre ou de l'acheter.